# Giovanni di Paolo

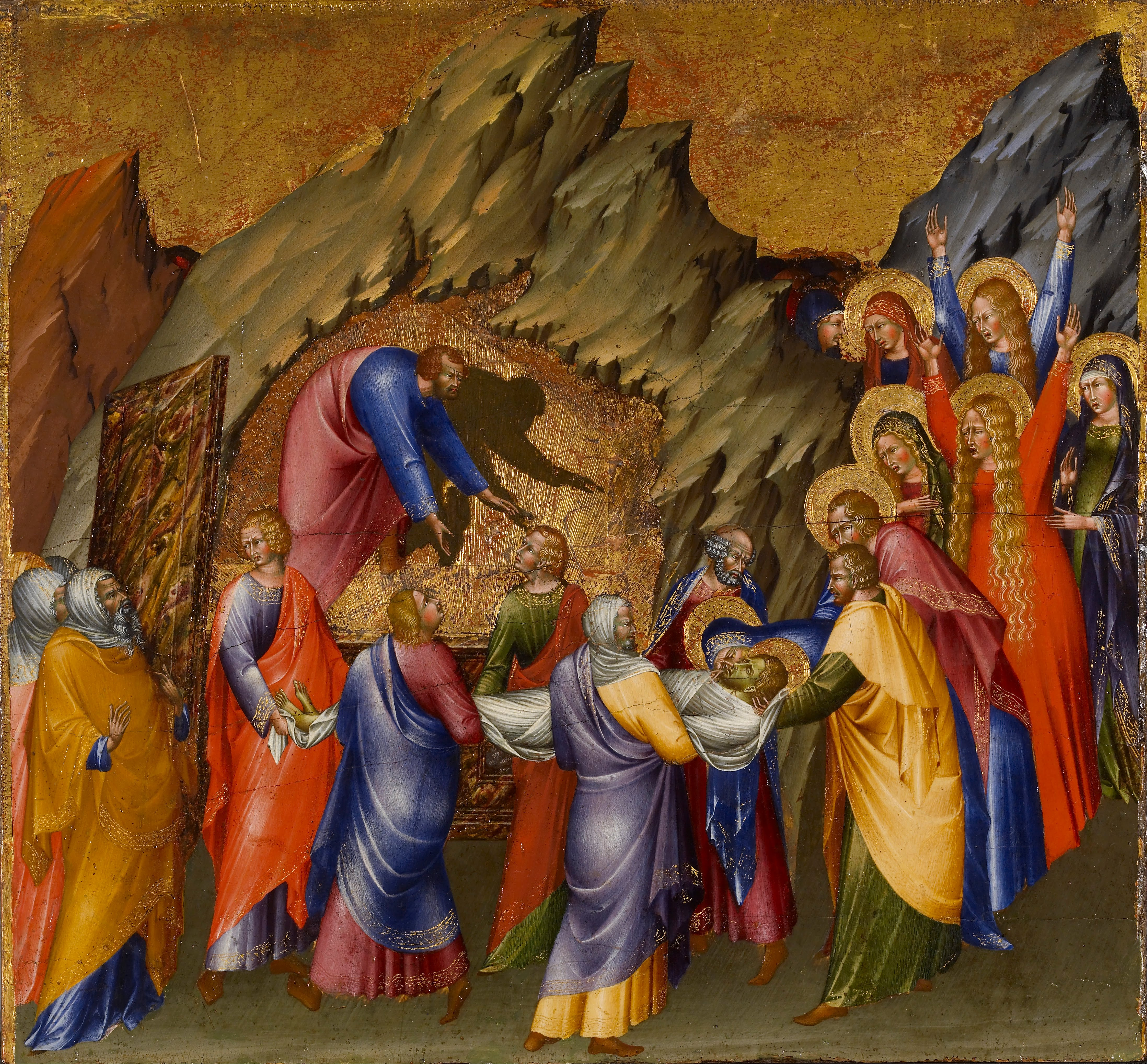
De graflegging van Christus, 1426, Walters Art Museum

Giovanni di Paolo di Grazia (Siena, ca. 1399 - aldaar, 1482) meestal gerefereerd als Giovanni di Paolo was een Italiaans kunstschilder die wordt gerekend tot de belangrijkste Italiaanse schilders uit de zogeheten Sienese school in de 15e eeuw. Hij tekende zijn werken als Iohannis Pauli de Senis of Iohannis Pauli de Senesis.

## Biografie
Hij was de zoon van Paolo di Grazia en zijn moeder heette Mina. Hij werd waarschijnlijk geboren op het einde van de 14e eeuw in Siena. Hij woonde in de wijk Poggio Malavolti, had er zijn atelier en werd er begraven. Hij werd dan ook wel Giovanni del Poggio genoemd. Zijn geboortedatum wordt dikwijls vermeld als 1403 omdat men voor dat jaar een Givanni di Paolo terugvond in de doopregisters maar Bacci wees in zijn studie (1941) gewijd aan deze schilder deze datum af en stelde op basis van de schilderscarrière de datum van 1399 voorop. J. Pope Hennesy stelde in 1993 een datum tussen 1393 en 1398 voor. Waar hij zijn opleiding heeft gekregen is niet gedocumenteerd, maar kunsthistorici denken aan Taddeo di Bartolo of  Martino di Bartolomeo. In zijn werk na 1440 zien we gelijkenissen met het werk van Stefano di Giovanni, il Sassetta genoemd, en in die periode werkte hij samen met Sano di Pietro aan een paneel voor de Compagnia di San Francesco, dat nu verdwenen is.
Deze data lijken realistischer in verband met een eerste vermelding van Giovanni di Paolo in een document van 5 september van 1417, in verband met de betaling van een getijdenboek dat door hem werd verlucht voor Anna, de vrouw van Cristoforo Castiglioni een professor in de rechten uit Padua, die tussen 1415 en 1419 in Siena verbleef. Vanaf 1420 werd hij vermeld in talrijke Sienese documenten. In 1428 werd hij lid van het plaatselijke schildersgilde en in 1941 werd hij benoemd tot rector van de vereniging. Zijn carrière is overvloedig gedocumenteerd tot in 1475. Uit fiscale documenten van 1453 en uit de aankoop van onroerend goed, blijkt dat hij welgesteld was, in die periode alleszins. In de jaren 1460 was hij bij de vier belangrijke schilders die door paus Pius II werden uitgekozen om de altaarstukken te schilderen voor de kathedraal van Pienza die toen werd opgericht.
In een fiscale verklaring van 1478 bevestigde hij dat hij niet meer kon schilderen omdat zijn zicht te sterk was verminderd. In zijn testament van 1482 duidde hij zijn vrouw Anna aan als enige erfgenaam. Ze waren getrouwd in 1480. Hij stierf voor 27 maart 1482, waarschijnlijk in Siena.

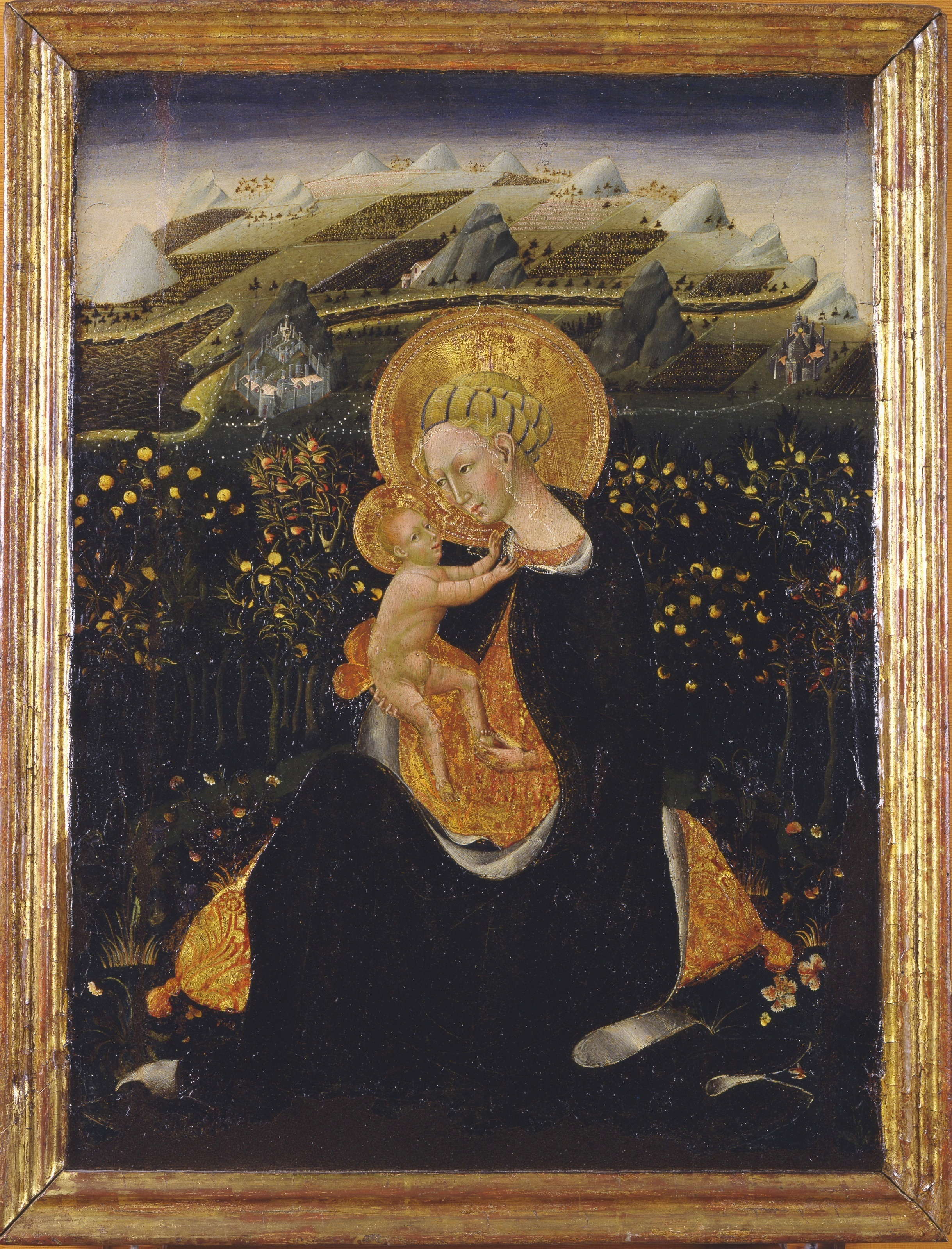
Madonna dell'umiltà, ca. 1435, Pinacoteca Nazionale di Siena

## Carrière

### Miniaturist
Het werk van Giovanni di Paolo als miniaturist is minder goed gedocumenteerd, maar er zijn een aantal werken die op basis van stilistische vergelijking met zijn schilderijen, aan hem worden toegeschreven. Sommige kunsthistorici menen dat hij contacten had met de Gebroeders Van Limburg die omstreeks 1413 Siena zouden bezocht hebben.  Die invloed zou vooral tot uiting komen in een aantal landschappen. Wat er ook van zij, zijn vroege contacten als miniatuurschilder met de Lombardische en de Franse gotische stijl, heeft een belangrijke invloed gehad op zijn eigen stijlontwikkeling en zijn nerveuze, staccato lineaire tekenstijl die hem duidelijk onderscheidde van zijn Sienese tijdgenoten. In de jaren na 1440 toen hij werkte aan de Dante en het antifonarium voor Lecceto was het geagiteerde in zijn tekenstijl geëvolueerd tot een elegante gotische lijn, en zijn directe, verhalende taferelen waren zeer expressief. De verluchting van La Divina Commedia wordt gerekend tot het mooiste werk van Giovanni.
Het getijdenboek waarvan hoger sprake, dat in 1417 betaald werd door broeder Niccolò di Galgano Arriguci, bibliothecaris van het klooster van San Domenico in Siena kon niet teruggevonden worden.
In het J. Paul Getty Museum bewaart men een los blad uit een graduale, met een gehistorieerde A-initiaal die God de Vader voorstelt die aan David verschijnt, die getuigt van zijn initiële stijl.

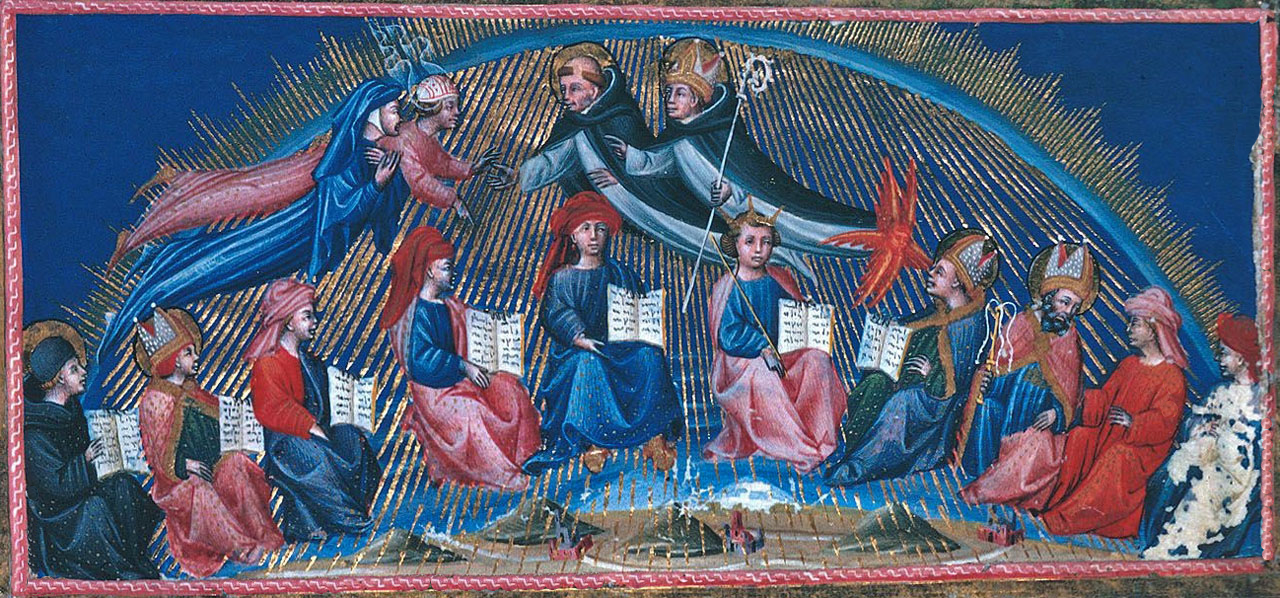
De eerste cirkel van leraren, British Library, Londen

Omstreeks 1438-1444 realiseerde hij de miniaturen in een handschrift van La Divina Commedia voor het deel Paradiso. Het werd gemaakt in Siena in opdracht van Alfons V van Aragón, koning van Napels. Dit handschrift wordt momenteel bewaard in de British Library in de Yates-Thomson collectie als ms. 36.
Hij maakte ook het grootste deel van de miniaturen in een antifonarium dat in 1442 gemaakt werd voor de abdij van San Salvatore in Lecceto bij Siena. De verluchting bestaat vooral uit grote gehistorieerde initialen. Het bevat een grote miniatuur bij het begin van het officie van de doden. Het wordt nu bewaard in de Biblioteca comunale degli Intronati di Siena.

### Schilder
De eerste gedocumenteerde schilderwerken dateren van 1420. Op 16 mei werd hij betaald door de Milanese jurist Franceschino Castiglioni, waarschijnlijk de zoon van de man die het getijdenboek bestelde, voor een paneeltje met Catharina van Siena, die toen nog niet gecanoniseerd was. Ook deze opdracht en de altaarstukken voor de San Domenico, kwamen via de dominicanen van het klooster van San Domenico in Siena, die blijkbaar deze schilder erg waardeerden.
Een van zijn eerste grote werken was een Cristo paziente e Cristo trionfante, nu in de Pinacoteca Nazionale di Siena (n. 212), die hij omstreeks 1420 schilderde voor een altaar in de San Domenico, geschonken door Francesco Bellanti, bisschop van Grosetto, wiens wapen geschilderd is op de achterzijde van het paneel. Daarnaast schilderde hij nog drie andere altaarstukken voor de San Domenico: het zogenoemde Pecci altaarstuk, van 1426, het Branchini retabel van 1427 (Norton Simon Museum, Pasadena, CA) en het Guelfi altaarstuk van 1445. Deze drie zijn uit elkaar gehaald en de delen worden in verschillende musea bewaard of zijn verloren gegaan.

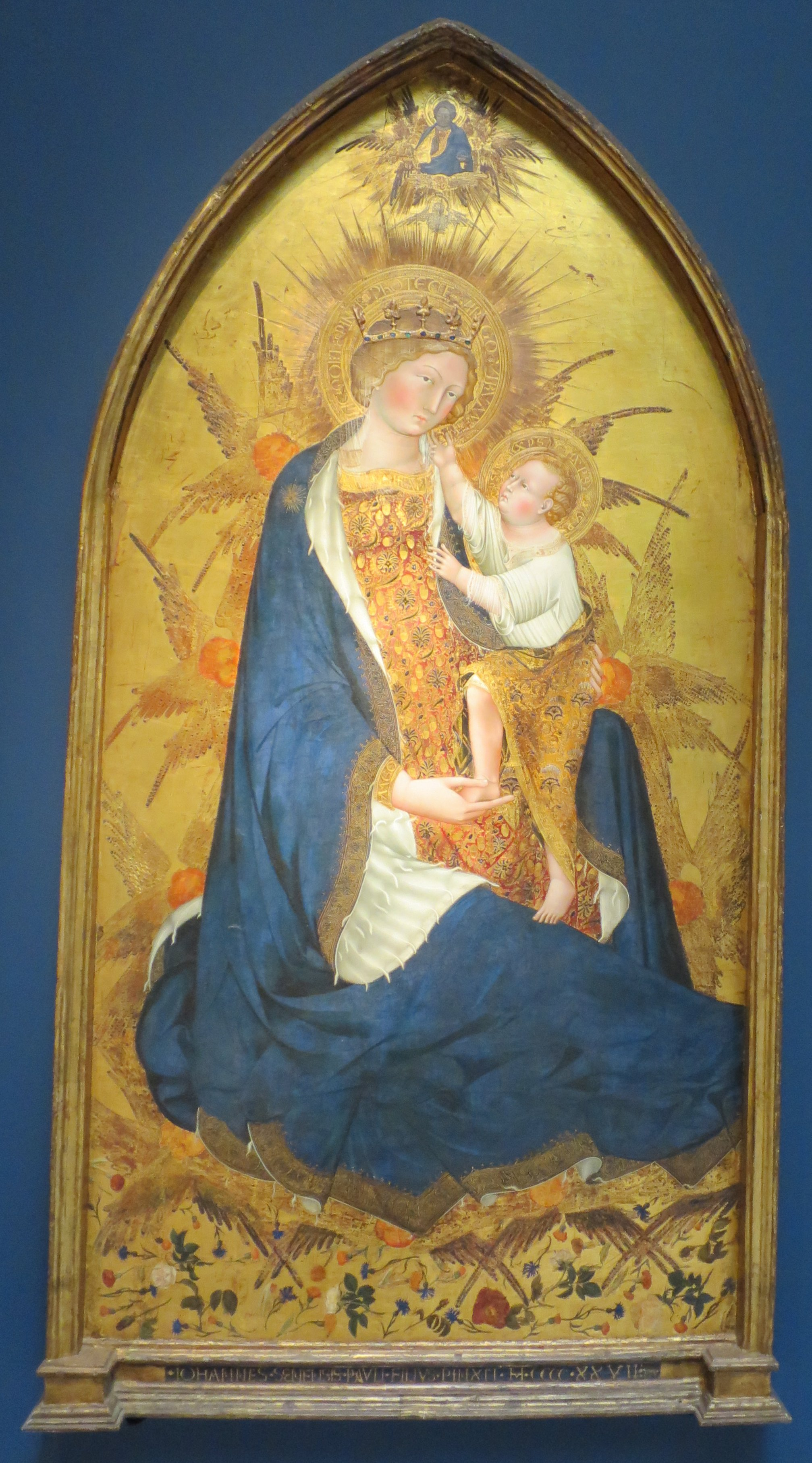
Branchini Madonna, 1427, Norton Simon Museum, Pasadena, CA

Het oudste gedateerde en gesigneerde grote werk van Giovanni di Paolo was het Pecci altaarstuk met op het centrale paneel de Vergine col Bambino con dieci angeli musicanti (Madonna met Kind en tien musicerende engelen) dat hij in 1426 schilderde voor de kerk van San Domenico in Siena en dat vandaag bewaard wordt in de parochiekerk van Castelnuovo Berardenga. Het originele altaarstuk bevatte naast dit paneel afbeeldingen van Johannes de Doper en van de heilige Dominicus, die zich nu in de Pinacoteca Nazionale, Siena nrs. 193 en 197) bevinden en met afbeeldingen van de heiligen Paulus en Laurentius (of Stefanus) die verloren zijn gegaan. Vier paneeltjes die zich nu bevinden in de Walters Art Museum in Baltimore (Maryland) met de Opwekking van Lazarus, de Kruisweg, de Kruisafname en de Graflegging van Christus vormden samen met een paneel dat zich nu bevindt in het Staatliches Lindenau-Museum in Altenburg en dat de kruisiging voorstelt, de predella.
In de jaren 1440 was Giovanni zijn stijl tot volle maturiteit gekomen en produceerde hij tal van werken, dikwijls gesigneerd, waarbij hij zijn oude thema’s herhaalde maar dikwijls met een verrassende imaginatieve nieuwe voorstelling. Hij schilderde veel verhalende scènes, wat vrij uitzonderlijk was in Siena. Tussen 1447 en 1449 maakte hij voor het gilde van de pizzicaiuoli (handelaars in droge waren) een altaarstuk voor het hospitaal van Santa Maria della Scala met als centraal paneel de opdracht van Jezus in de tempel (Pinacoteca Nazionale, Siena, N. 11 ) dat geïnspireerd was door het schilderij van Ambrogio Lorenzetti met hetzelfde thema (1423) dat nu te zien is in het Louvre. Over de inhoud van de ontmantelde polyptiek is men het nog steeds niet eens maar de predella zou tien panelen bevat hebben met scènes uit het leven van de heilige Catharina nu verspreid over verschillende musea (Metropolitan Museum of Art, New York, Cleveland Museum of Art, Detroit Institute of Arts, Museo Thyssen-Bornemisza, Madrid, Rijksmuseum Amsterdam. Een aantal zijpanelen zou nu bewaard worden in het Museum Catharijneconvent, Utrecht en in het Metropolitan Museum of Art in New York. Sommige kunsthistorici zijn van oordeel dat de paneeltjes van de predella niet afkomstig zijn van het Pizzicaiuoli retabel, maar dat ze geschilderd werden omstreeks 1461 toen Catharina heilig verklaard werd of naar aanleiding van het bezoek van paus Pius II aan het hospitaal.

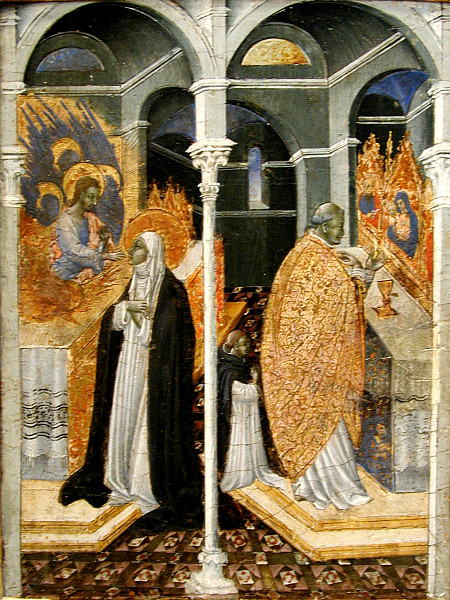
Catharina ontvangt de communie uit de hand van Christus
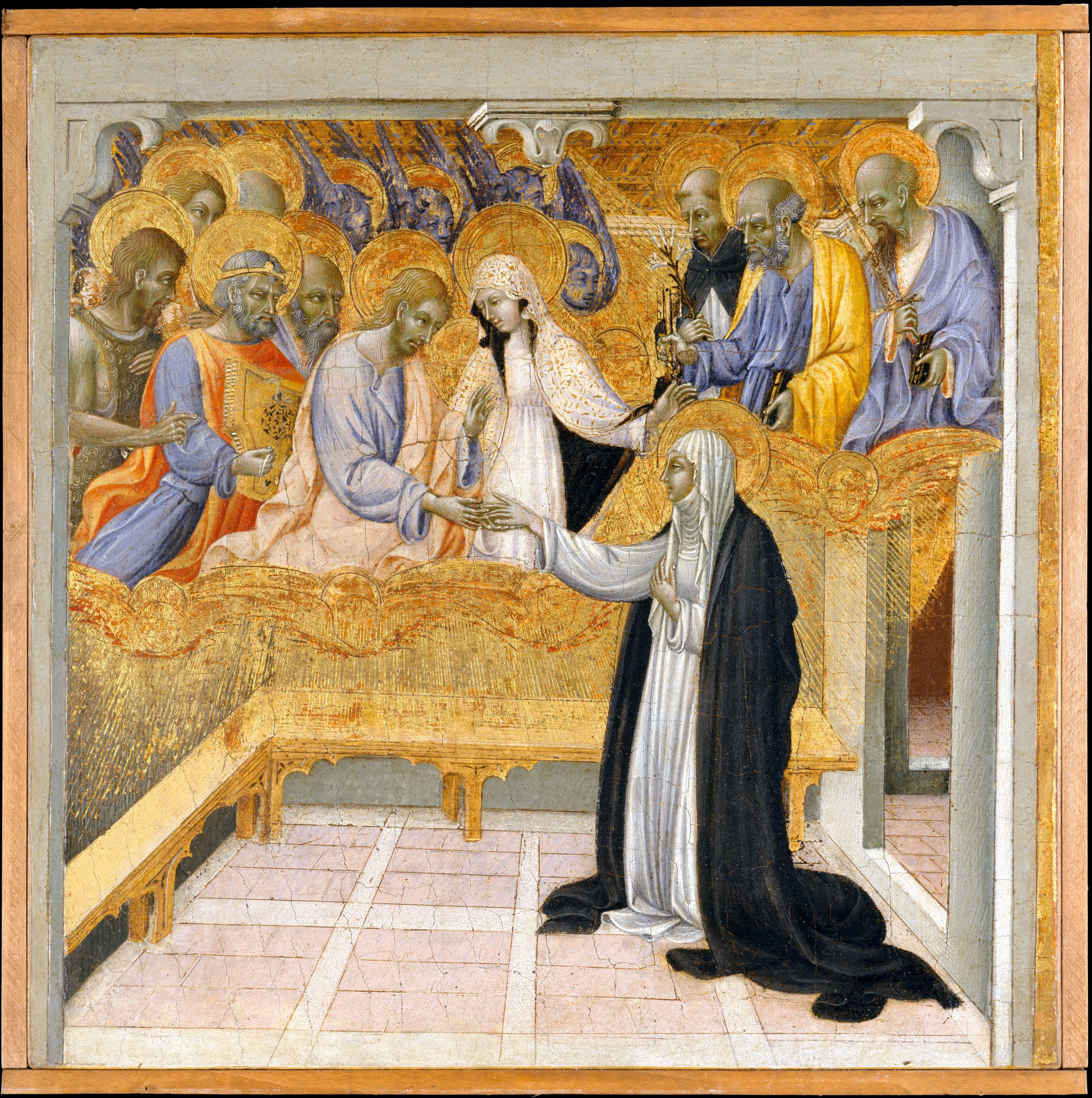
Het mystieke huwelijk van de H. Catharina
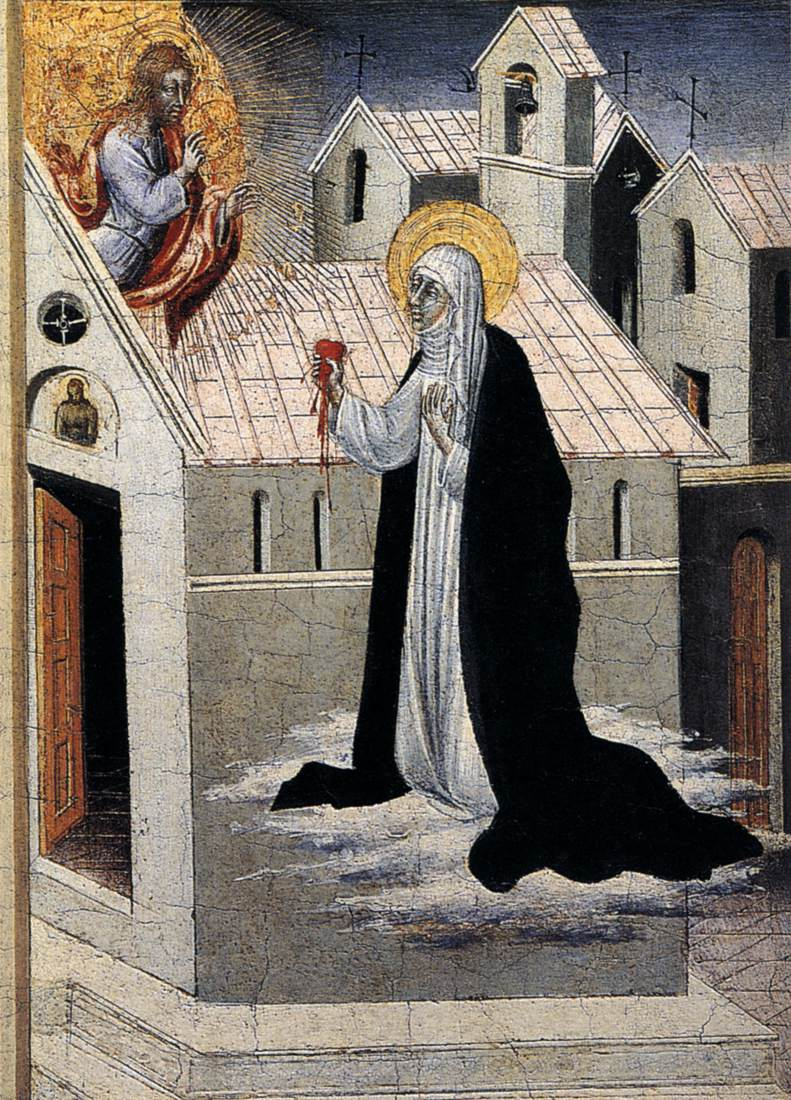
Catharina schenkt haar hart aan Christus
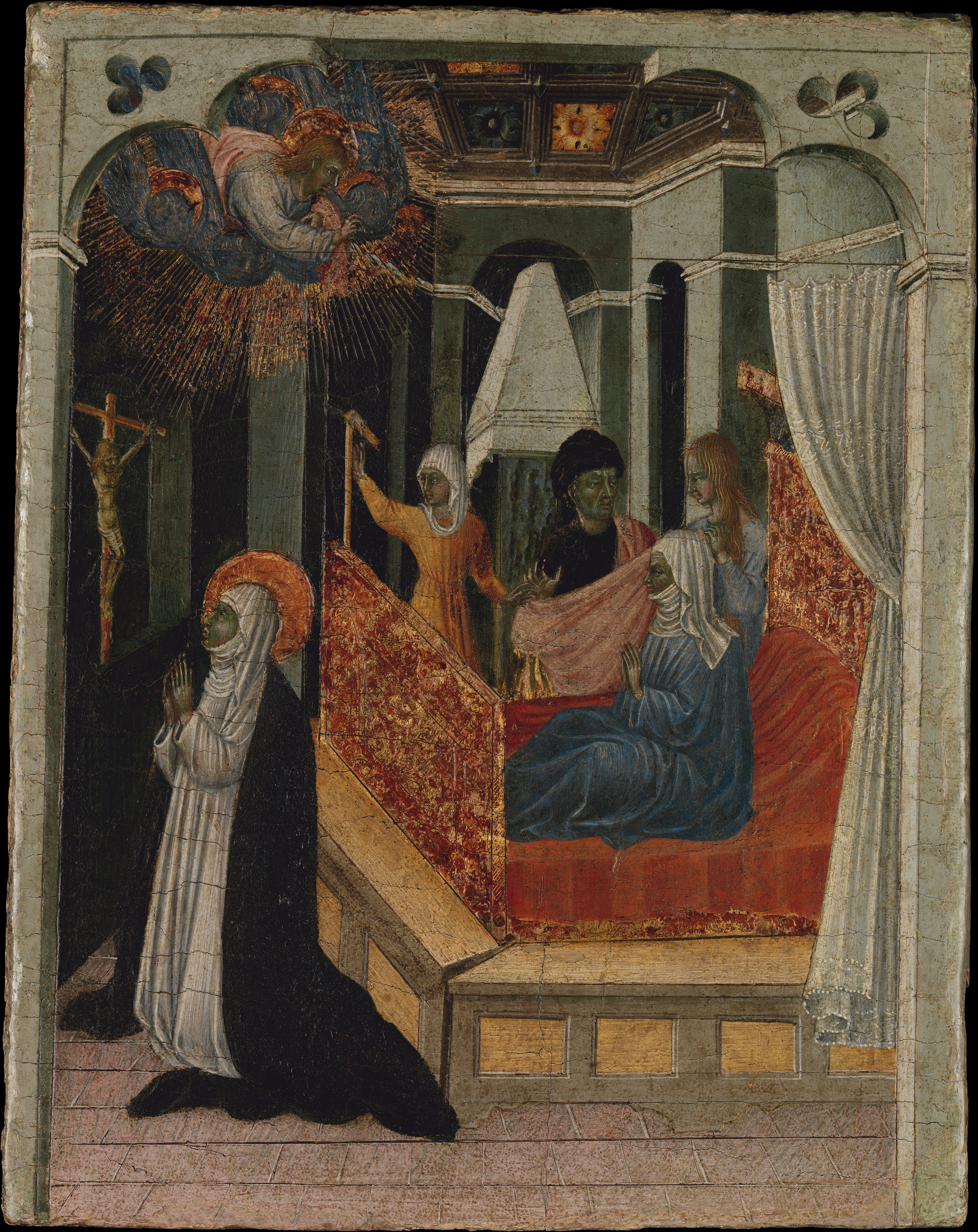
Catharina smeekt Christus haar moeder op te wekken uit de dood
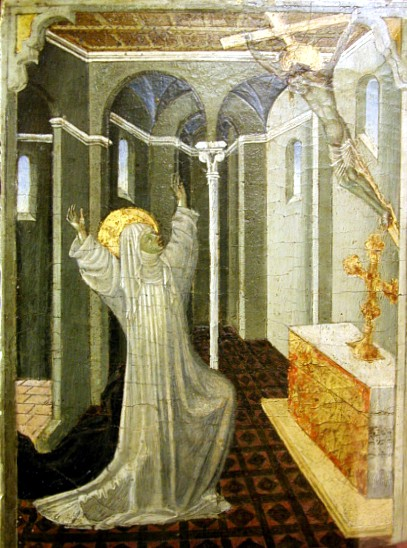
Catharina ontvangt de stigmata
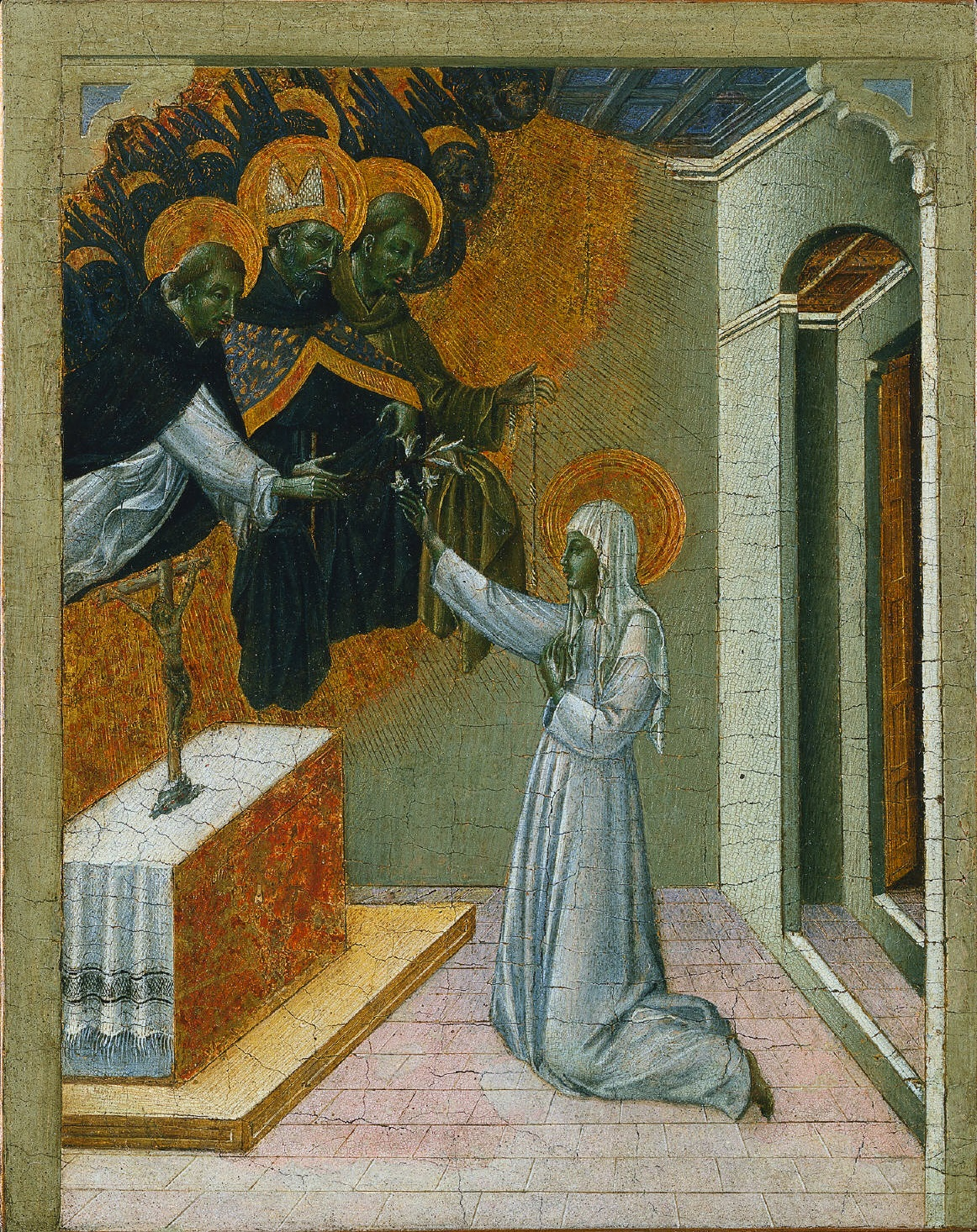
Catharina krijgt het dominicaans habijt
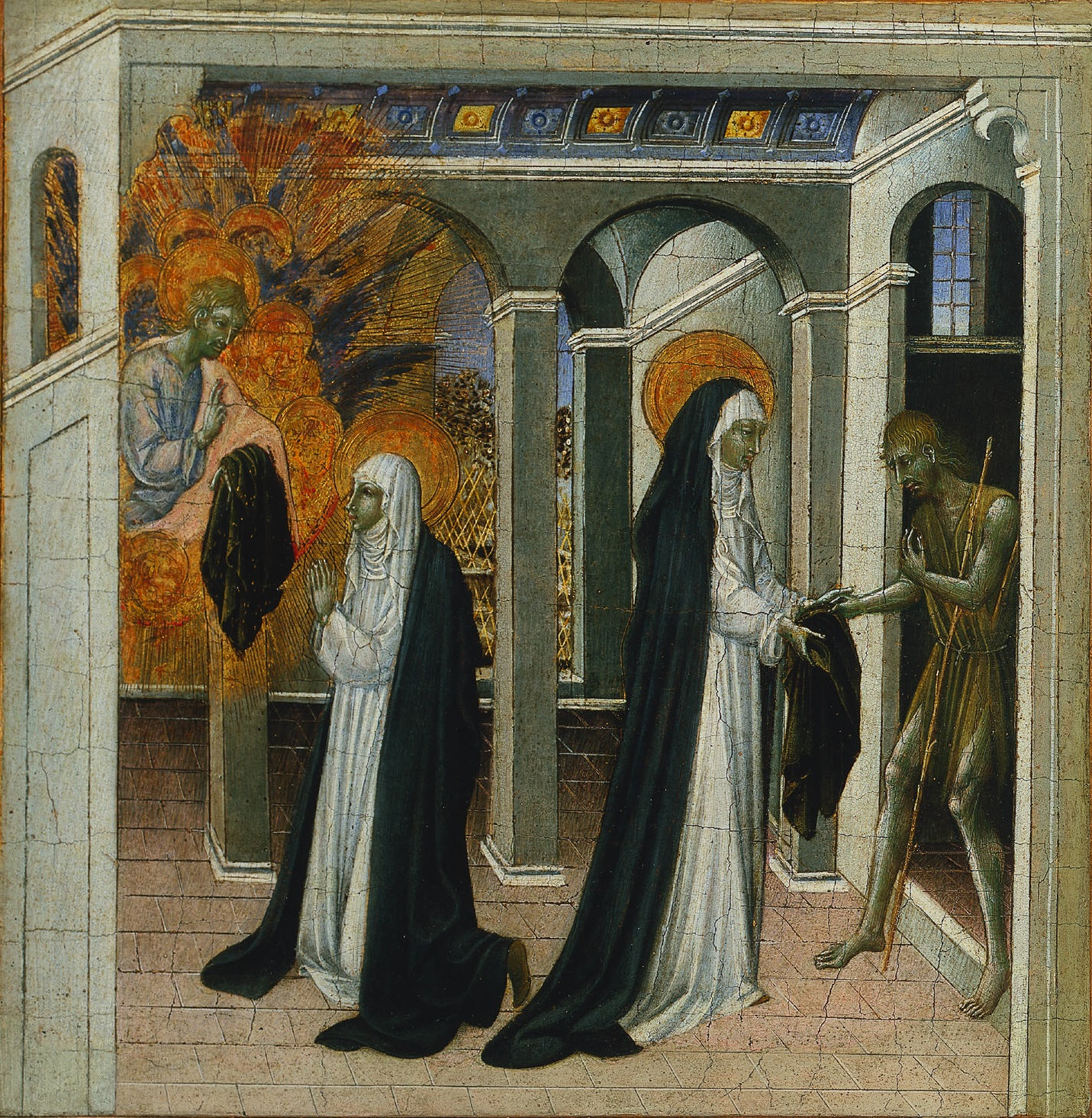
Catharina en de bedelaar
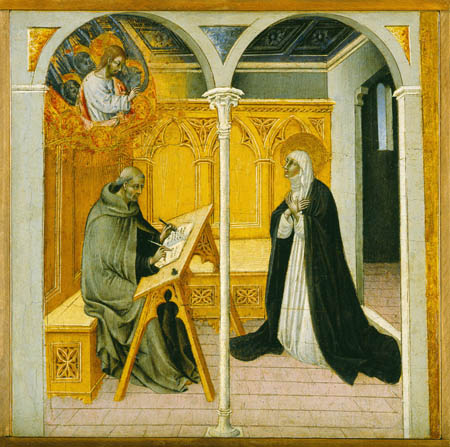
Catharina dicteert haar dialogen
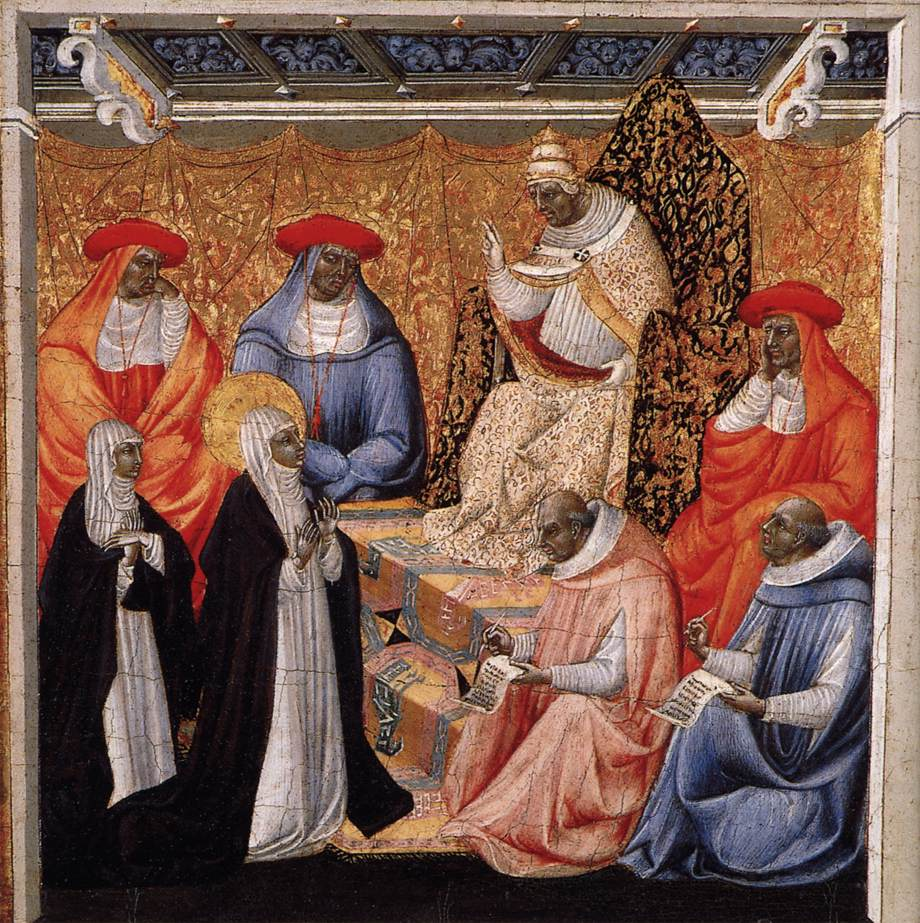
Catharina voor de paus van Avignon
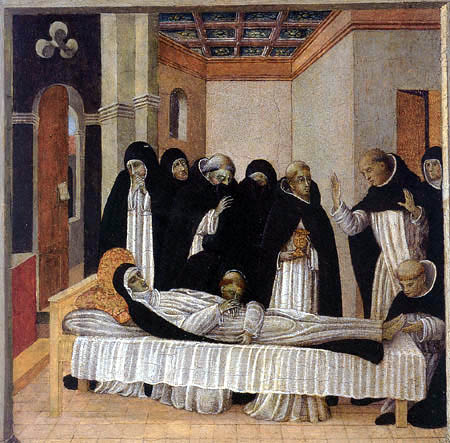
De dood van de heilige Catharina
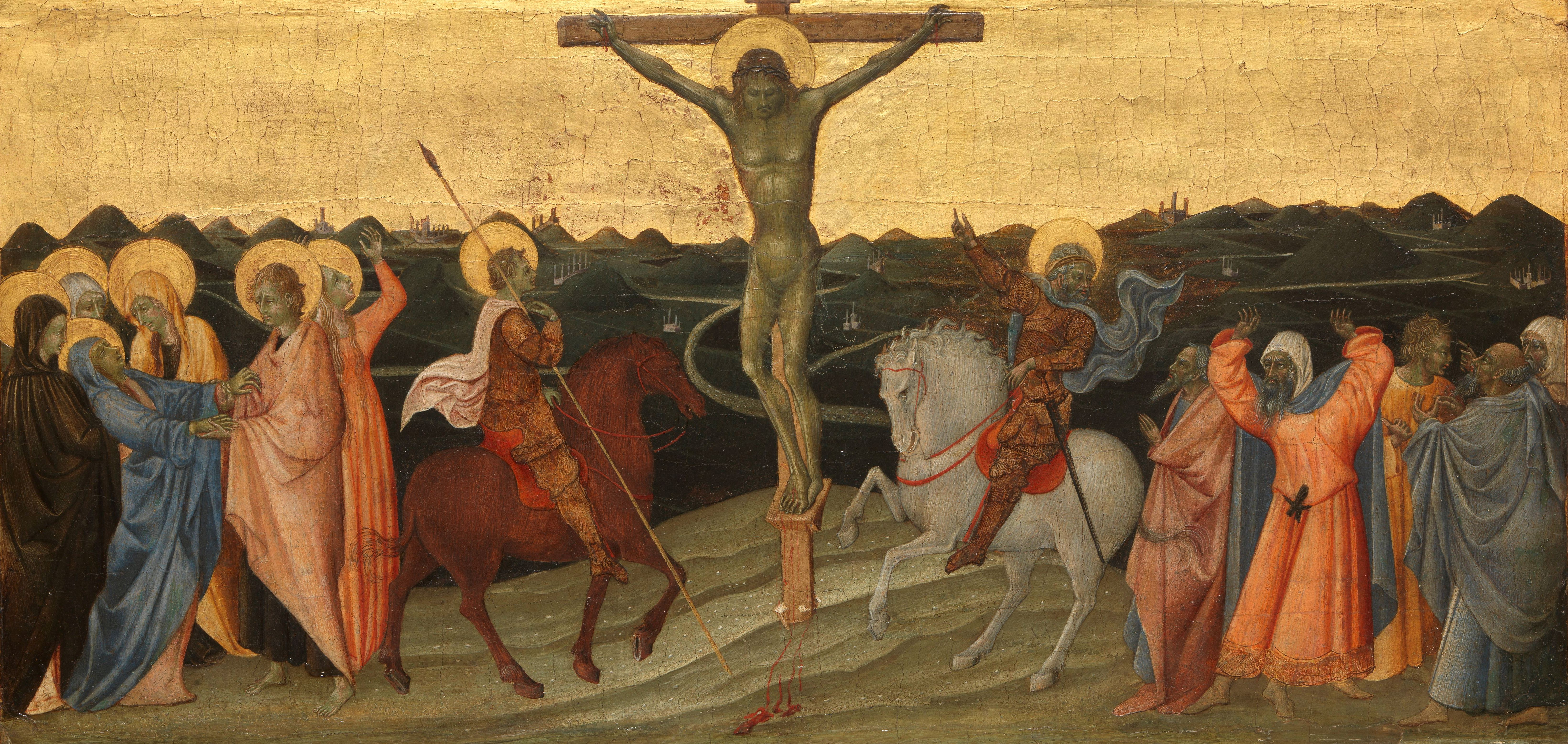
De kruisiging

Uit de jaren 1450 zijn een groot aantal werken van de kunstenaar integraal bewaard gebleven zoals:
- Een polyptiek gesigneerd en gedateerd op 1453 van San Nicola di Bari in trono geflankeerd door de franciscaanse heiligen Franciscus, Bernardino, Chiara en Lodewijk van Toulouse, (Siena, Pinacoteca nazionale, n. 173)
- Een polyptiek met een getroonde Madonna en Kind met de heiligen Monica, Augustinus, Johannes de Doper en Nicolaas van Tolentino, gesigneerd en gedateerd in 1454, nu in het Metropolitan Museum of Art, New York
- Een getroonde Madonna met Kind die wordt gedateerd op 1457-1460 met de heiligen Petrus Damiani, Tomas, Chiara en Ursula bekroond met een zegenende Christus, nu in de Pinacoteca nazionale in Siena (N. 191)
- Een Kroning van de Maagd stilistisch gedateerd op 1455, nu in het Metropolitan Museum of Art, New York
- Een paneel dat Nicolaas van Tolentino voorstelt en geschilderd werd voor de San Agostino in Montepulciano, gesigneerd en gedateerd op 1446.

In de jaren 1460 gaat zijn kunde stilaan achteruit hoewel hij nog perfect in staat was om bijzonder mooie panelen te schilderen zoals zijn Laatste oordeel (Pinacotheca nazionale). Dit werk in pure Sienese stijl is een samenvatting van zijn carrière gaande van de laatgotische stijl van Gentile da Fabriano tot de renaissance kunst van Fra Angelico.

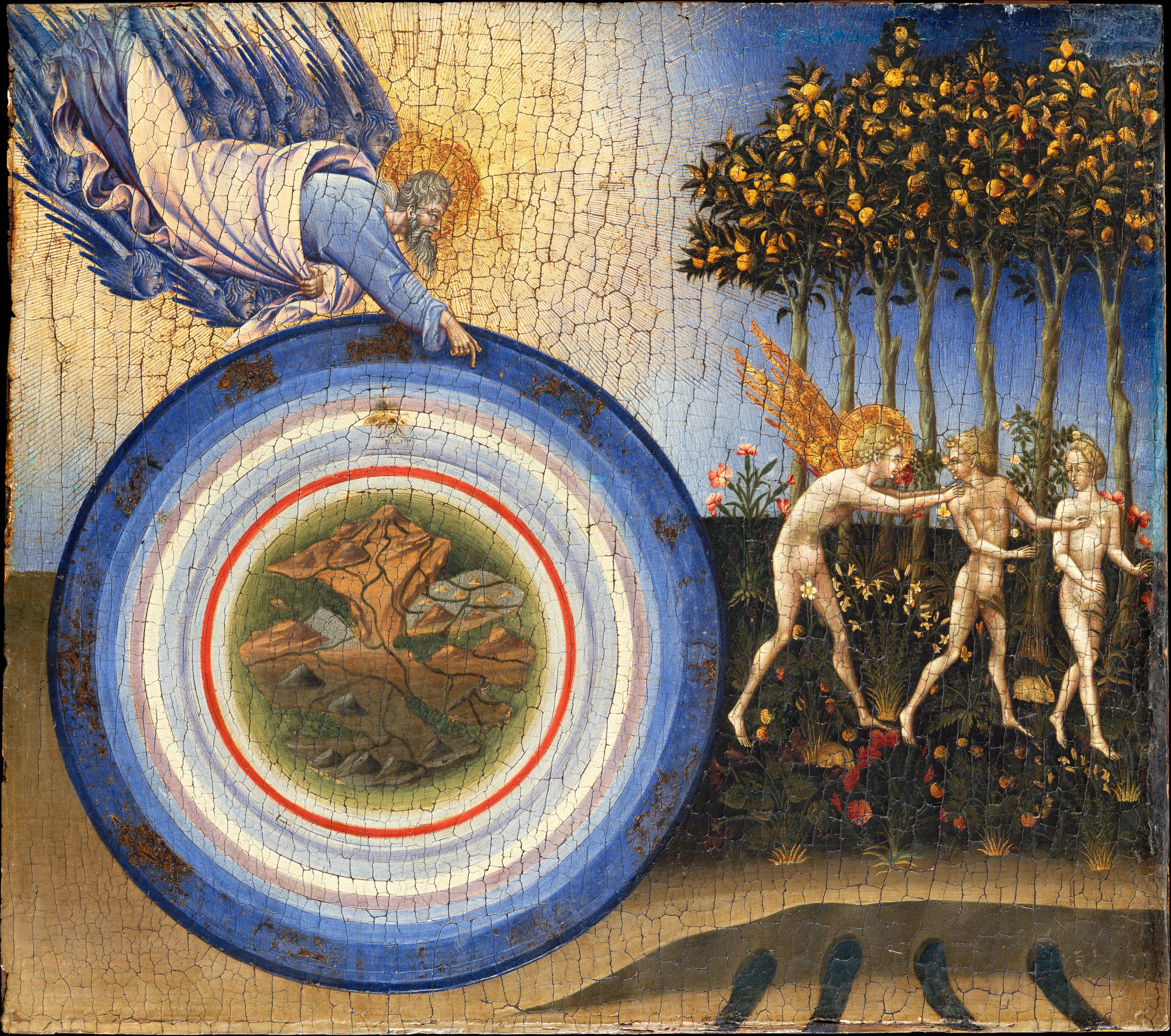
De schepping en verdrijving uit het paradijs, ca. 1445, Metropolitan Museum of Art, New York

## Stijlkenmerken
Giovanni was een van de belangrijkste en meest productieve schilders actief in Siena gedurende het tweede en derde kwart van de 15e eeuw. Hij ontwikkelde zijn eigen stijl die gekenmerkt was door een groot respect voor de culturele erfenis van de grote Sienese meesters van de 14e eeuw maar anderzijds had hij wel belangstelling voor de vroege innovaties van de Renaissance zoals het gebruik van clair-obscur en de driedimensionale voorstelling van de ruimte. Hij werd daarbij waarschijnlijk beïnvloed door het werk van Gentile da Fabriano die tussen 1425 en 1426 in Siena verbleef. Zijn devotionele werken getuigen van zijn bijzondere verbeelding die hem toeliet te bewegen tussen delicate schoonheid en brutale lelijkheid, maar ze tonen ook zijn diepe spiritualiteit en hebben dikwijls een visionair karakter. De gevoeligheid van de verhalende scènes gaat dikwijls gepaard met een uitzonderlijk psychologisch inzicht in de menselijke natuur.

## Belang
Giovanni di Paolo was vrij bekend gedurende zijn leven, maar werd daarna zeer snel vergeten. Het was pas in de 19e eeuw dat kunsthistorici weer belangstelling gingen tonen in de schilder en zijn werk, maar hij werd nog steeds ingeschat als een tweederangs figuur in de schaduw van Sano di Pietro. het is pas in het begin van de twintigste eeuw dat hij opnieuw grondig bestudeerd werd en dat zijn werk met de magische landschappen die hij wist te creëren erkenning vond. Naar aanleiding hiervan werd zijn persoon en zijn werk grondig bestudeerd en werd hij omwille van de passie en de excentriciteit van zijn werk vergeleken met El Greco. Het onderzoek werd voortgezet met de nadruk op de reconstructie van de originele werken door de studie van archiefdocumenten en de techniek. Vooral in de jaren tachtig en negentig van vorige eeuw concentreerde de aandacht zich op de devotionele context van de individuele werken, waardoor de waardering voor de creativiteit van Giovanni di Paolo sterk toenam.